# Грумс (коммуна)
Грумс (швед. Grums kommun) — коммуна в Швеции в лене Вермланд. Административный центр — Грумс.

## География
Коммуна находится на северо-западном берегу озера Венерн и расположена на международной трассе Европейский маршрут E18 (Europastraße 18), ведущей далее на запад в сторону Норвегии, и на восток в направлении на Эребру и Стокгольм.

## Экономика
В Грумсе находится одна из трёх фабррик по производству бумаги, бумажных изделий и картона швеждского концерна Billerud AB.

## Достопримечательности
Дом-музей Ларса Магнуса Эрикссона, а также находящаяся здесь собрание старинных телефонов.

## Населённые пункты
- Грумс
- Слоттсброн
- Сегмон
- Боргвик
- Лильедаль

## Дополнения
- Официальный интернет-сайт (шведский, немецкий и английский языки)